# IC 267
IC 267 ist eine Balken-Spiralgalaxie vom Hubble-Typ SBb im Sternbild Widder auf der Ekliptik. Sie ist schätzungsweise 161 Millionen Lichtjahre von der Milchstraße entfernt und hat einen Durchmesser von etwa 75.000 Lj. Gemeinsam mit NGC 1134 bildet sie ein wahrscheinlich gravitativ gebundenes Galaxienpaar.

Im selben Himmelsareal befinden sich u. a. die Galaxien NGC 1115, NGC 1116, NGC 1117, NGC 1127.
Das Objekt wurde am 8. November 1887 vom US-amerikanischen Astronomen Lewis Swift entdeckt.